# Reformation Post TLC
Reformation Post TLC  è un album in studio del gruppo musicale post-punk inglese The Fall, pubblicato nel 2007.

## Tracce
1. Over! Over!
2. Reformation!
3. Fall Sound
4. White Line Fever
5. Insult Song
6. My Door Is Never
7. Coach and Horses
8. The Usher
9. The Wright Stuff
10. Scenario
11. Das Boat
12. The Bad Stuff
13. Systematic Abuse
14. Outro

## Formazione
- Mark E. Smith - voce
- Tim Presley - chitarra
- Robert Barbato - basso
- Dave Spurr - basso
- Elena Poulou - tastiere, voce in The Wright Stuff
- Orpheo McCord - batteria, cori